# Зильц (Мекленбург)
Зильц (нем. Silz) — община в Германии, в земле Мекленбург — Передняя Померания.
Входит в состав района Мюриц. Подчиняется управлению Мальхов. Население составляет 344 человека (на 31 декабря 2010 года). Занимает площадь 10,68 км².

## Ссылки

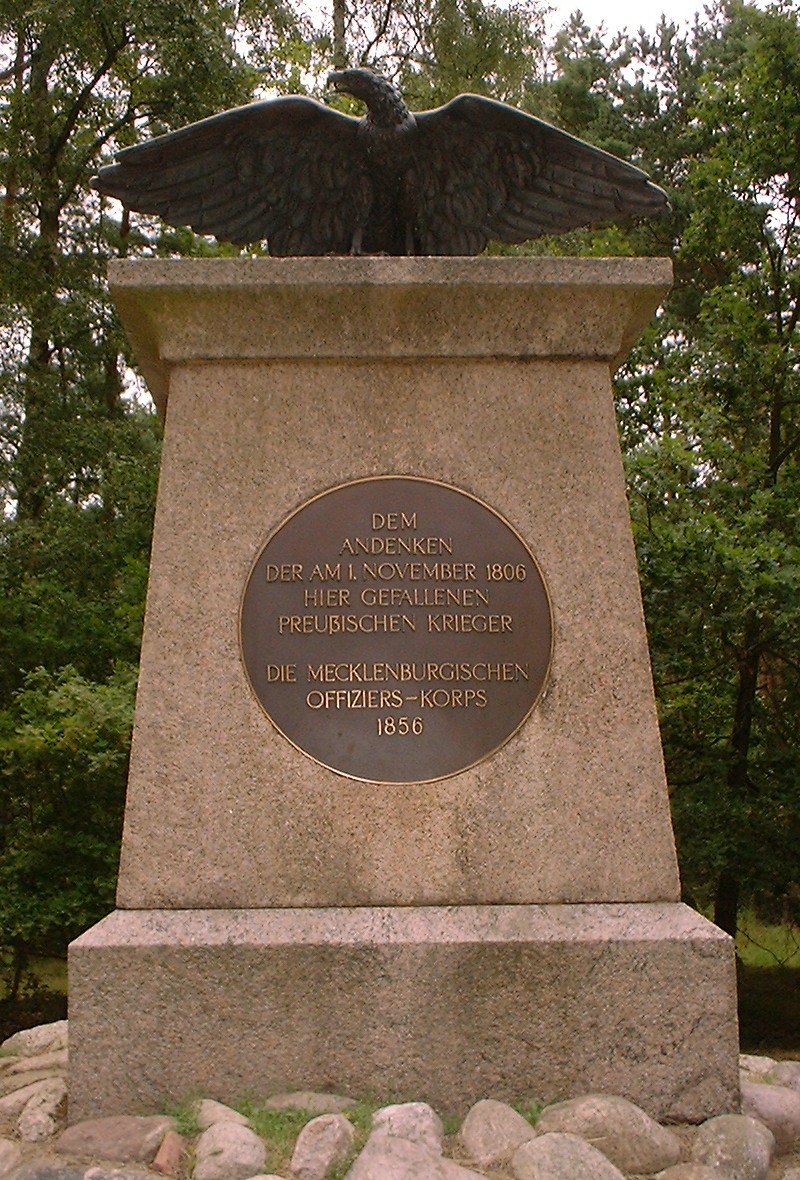
Памятник, расположенный в Зильце